# Ryō Yamashita
Ryō Yamashita (japanisch 山下 諒 Yamashita Ryō; * 23. August 1999 in der Präfektur Shiga) ist ein japanischer Fußballspieler.

## Karriere
Yamashita erlernte das Fußballspielen in der Jugendmannschaft von Gamba Osaka. Die U23-Mannschaft des Vereins spielte in der dritten Liga, der J3 League. Bereits als Jugendspieler absolvierte er acht Drittligaspiele.